# Mùa hè vĩnh cửu
Mùa hè vĩnh cửu (tiếng Anh: Eternal Summer, tiếng Hoa: 盛夏光年, Hán Việt: Thịnh Hạ Quang Niên) là một bộ phim điện ảnh Đài Loan công chiếu năm 2006 đạo diễn bởi Trần Chính Đạo nói về chuyện tình éo le của ba con người trẻ tuổi. Trong phim có đề cập tới vấn đề tình bạn, tình yêu và giới tính.

## Tóm tắt nội dung
Khương Chính Hành là một học sinh gương mẫu, trầm tính và có trách nhiệm. Cậu là lớp trưởng và luôn được thầy cô tín nhiệm. Trong khi đó, Dư Thủ Hằng nổi tiếng là học sinh cá biệt, tính tình kỳ quái, không có bạn bè và thường xuyên gây rối trong lớp. Do sự nhờ cậy của mẹ Thủ Hằng, cô giáo chủ nhiệm đề nghị Chính Hành làm bạn với Thủ Hằng và kèm cặp giúp đỡ Thủ Hằng đi lên. Dù không hài lòng nhưng Chính Hành vẫn đồng ý. Từ đây, mối quan hệ giữa hai người bắt đầu; đi đâu, làm gì Thủ Hằng cũng phải có Chính Hành.
Mười năm sau, Chính Hành và Thủ Hằng trở thành học sinh trung học. Thủ Hằng trở thành thành viên xuất sắc của đội bóng rổ trường, còn Chính Hành vẫn chỉ là một học sinh bình thường. Qua hoạt động của tổ báo chí nhà trường, Chính Hành quen biết với Tuệ Gia. Tuệ Gia là một cô gái vui vẻ, cá tính và mạnh mẽ. Một lần, Tuệ Gia rủ Chính Hành trốn học lên thành phố chơi, cả hai chơi đùa rất vui vẻ, Tuệ Gia muốn quan hệ với Chính Hành nên đã ngỏ lời, Chính Hành phân vân nhưng vẫn đồng ý. Khi đang quan hệ, cậu bỗng phát hiện ra tình cảm của cậu với Tuệ Gia là không đúng. Người cậu thích không phải cô, nên Chính Hành đã dừng lại. Vì thế, Tuệ Gia phát hiện ra cảm xúc của Chính Hành với Thủ Hằng, nhưng cô hứa với Chính Hành sẽ giữ bí mật.
Thủ Hằng phát hiện ra Chính Hành có quan hệ với Tuệ Gia nên luôn dò hỏi. Chính Hành không muốn nói chuyện này khiến cho Thủ Hằng càng tò mò hơn. Thủ Hằng vốn có sự tò mò với Tuệ Gia nên luôn chú ý cô. Dần dần, qua nhiều lần gặp gỡ, Thủ Hằng nảy sinh tình cảm với Tuệ Gia. Tuệ Gia cũng tỏ ra thích Thủ Hằng nhưng vì Chính Hành, cả hai quyết định im lặng với cậu. Cuối năm ấy, kết quả kỳ thi đại học, cả ba người đều chỉ đỗ vào một trường dân lập.
Một ngày, quan hệ của Thủ Hằng và Tuệ Gia bị Chính Hành phát hiện ra. Bối rối và đau khổ, Chính Hành không có tâm trí để học tập, kết quả liên tục sút kém. Càng ngày, tình cảm với Thủ Hằng càng lớn lên, Chính Hành ngại ngùng giáp mặt và luôn lẩn tránh Thủ Hằng và Tuệ Gia. Thủ Hằng không hiểu nhưng vẫn luôn bám lấy Chính Hành. Cho đến một ngày, khi Chính Hành công khai mình biết về quan hệ giữa hai người bạn của mình, mọi sự ngượng ngùng được đẩy lên đỉnh điểm. Chính Hành tiết lộ với Thủ Hằng cậu chưa bao giờ tình nguyện làm bạn với Thủ Hằng cả, cả hai nên dừng lại. Thủ Hằng buồn bã, uống say, gây tai nạn giao thông. Cũng may, Thủ Hằng không bị thương nghiêm trọng và được Chính Hành đón về nhà. Trong men say, Thủ Hằng tỏ vẻ buồn bã, không muốn mất người bạn quý giá của mình. Thủ Hằng ép Chính Hành quan hệ với mình. Chính Hành chống cự nhưng tình cảm với Thủ Hằng quá lớn, hai người quan hệ với nhau rồi Chính Hành gọi Tuệ Gia tới đón Thủ Hằng vào buổi sáng.
Để xóa tan đi sự ngượng ngùng, xa cách giữa ba người, Thủ Hằng mượn xe của tiền bối trong đội bóng lái xe đưa Chính Hành và Tuệ Gia ra bờ biển phía Nam dạo chơi. Tại đây, cả ba người đều nói ra những bí mật của mình, Chính Hành thừa nhận tình cảm với Thủ Hằng và muốn rời xa hai người bạn để bảo vệ tình cảm của cả hai. Rồi Thủ Hằng cũng công khai tình cảm của mình với cả hai người bạn, với cậu. Cả hai người đều rất quan trọng, người bạn thân thiết nhất và tình yêu của đời mình, cậu đều không muốn mất ai. Và với Thủ Hằng, có thế nào, Chính Hành vẫn cứ mãi là bạn thân nhất của cậu.

## Diễn viên
- Trương Duệ Gia vai Khương Chính Hành (tên tiếng Anh: Jonathan Kang)
- Trương Hiếu Toàn vai Dư Thủ Hằng (tên tiếng Anh: Shane Yu)
- Dương Kì vai Đỗ Tuệ Gia (tên tiếng Anh: Carrie Tu)

## Ngoài lề
Tên của các nhân vật được đặt theo một ngụ ý.
- 守恒 (Thủ Hằng) ngụ ý nói 恒星 (Hằng Tinh), nghĩa là ngôi sao ám chỉ Mặt Trời.
- 正行 (Chính Hành) ngụ ý nói 行星 (Hành Tinh), nghĩa là Trái Đất.
- 慧嘉 (Tuệ Gia) ngụ ý nói 彗星 (Tuệ Tinh), nghĩa là Sao Chổi.

Mặt Trời luôn tỏa sáng. Trái Đất luôn quay quanh Mặt Trời nhưng không thể đến bên Mặt Trời. Và Sao Chổi mang đến sự bất ngờ cho hệ Mặt Trời. Bức tranh không thể hoàn chỉnh nếu thiếu một trong số họ.

## Giải thưởng
Bộ phim nhận tổng cộng 4 đề cử giải tại Giải thưởng Kim Mã lần thứ 43, bao gồm: Diễn viên phụ xuất sắc nhất, Diễn viên mới xuất sắc nhất cho Trương Hiếu Toàn, Diễn viên mới xuất sắc nhất cho Trương Duệ Gia và Ca khúc nhạc phim xuất sắc nhất cho Eternal Summer trình bày bởi Mayday. Đáng tiếc rằng chỉ có Trương Duệ Gia nhận được chiến thắng.
Tuy nhiên, phản hồi của công chúng với bộ phim đạt kết quả khả quan, nhiều diễn viên xem bộ phim là một trong những bộ phim thích nhất của họ, trong đó có Vương Lực Hoành, Nhan Hành Thư và Minh Đạo.